# Pokermiljonen
Pokermiljonen var en svensk, tv-sänd pokerturnering som sändes i TV4 fem säsonger åren 2005-2007.
Varje program var en turnering utan prispengar där vinnaren gick vidare. Vid finalen var alla deltagare garanterade prispengar och vinnaren garanterad en miljon kronor. Programmen spelades in utomlands (senast på Cypern), då det inte finns legala möjligheter att spela i Sverige.
I varje program deltog en professionell spelare, tre kända personer och två personer som kvalificerat sig via turneringar på Internet (under de två första säsongerna spelade två proffs, två kändisar och två internetkvalare).
Inför den femte säsongen fick programmet ett nytt programledarpar, Anders S. Nilsson och Daniel Gillan. Dan Glimne medverkade dessutom som extra expertkommentator och gjorde bland annat en egen bedömning av alla deltagares chanser. Tidigare hade programmet letts av Joakim Geigert och därefter av Peter Swartling, båda med Glimne som bisittare.

## Segrare
- Våren 2005: Stefan Ekman
- Hösten 2005: Anders Henriksson
- Våren 2006: Tomas Lindgren
- Hösten 2006: Johan Storåkers
- Våren 2007: Pontus Gårdinger